# 사회민주당 "조화"
사회민주당 "조화"(社會民主黨 "調和", 라트비아어: Sociāldemokrātiskā Partija "Saskaņa" 소치알데모크라티스카 파르티야 "사스카냐", 러시아어: Социал-демократическая партия «Согласие» 소치알데모크라티체스카야 파르티야 "소글라시예"[*])는 사회민주주의 정당으로 신중앙당, 사회민주당, 국민조화당의 합병과 동시에 2010년에 창당된 정당이다. 현재 지도자는 닐스 우샤코프스이다.